# 杨毅周
杨毅周（1964年3月—），男，汉族，台湾台北人，中华人民共和国政治人物，现任中华全国台湾同胞联谊会副会长，第十三届全国政协委员。